# Івангород (Давлекановський район)
Іва́нгород (рос. Ивангород, башк. Ивангород) — присілок у складі Давлекановського району Башкортостану, Росія. Входить до складу Шестаєвської сільської ради.
Населення — 377 осіб (2010; 430 в 2002).
Національний склад:
- росіяни — 71 %